# Милованов Тимофій Сергійович
Тимофій Сергійович Милованов (нар. 18 березня 1975, Київ) — український економіст та президент Київської школи економіки. Міністр розвитку економіки, торгівлі та сільського господарства України (2019—2020), асоційований професор економіки Піттсбурзького університету.

## Життєпис
Народився й виріс у Києві. Закінчив фізико-математичну школу № 145. Навчався в КПІ й Києво-Могилянській Академії, закінчивши які отримав два магістерські дипломи.
У 1999 році здобув ступінь магістра економіки в Київській школі економіки, а у 2004 році — ступінь PhD з економіки в Університеті Вісконсин-Медісон.
Викладав у Пенсильванському університеті, Університеті Бонна та Університеті Піттсбурга.
Проводить дослідження в галузі теорії ігор, теорії контрактів та інституційного дизайну.
Публікувався в міжнародних наукових журналах, таких як «Review of Economic Studies» та «Journal of Economic Theory».
У 2014 році українська версія журналу Forbes Україна включив Тимофія Милованова до рейтингу «Top Economic Thinkers». У тому ж році став співзасновником аналітичної платформи VoxUkraine.
З 2015 року — заступник редактора академічного журналу «Review of Economic Design».
7 липня 2016 року, Милованов був призначений членом Ради Національного банку України, 3 вересня 2019 — Верховна Рада України звільнила його з цієї посади. З жовтня 2016 року — заступник Голови Ради Національного банку України,
29 серпня 2019 року призначений міністром розвитку економіки, торгівлі та сільського господарства України. Був на посаді до 4 березня 2020 року. Після перебування на позиції міністра повернувся до Київської школи економіки на позицію президента університету.
З 24 грудня 2019 року — у складі Національної інвестиційної ради. У листопаді 2020 року призначений позаштатним радником керівника Офісу президента  Андрія Єрмака.
21 травня 2021 року, згідно з Указом Президента України № 209/2021 від 21 травня 2021 року, був призначений (за згодою) членом Наглядової ради ДК «Укроборонпром». 1 червня 2021 року одностайним голосуванням обраний головою наглядової ради.

## Наукові публікації
- Gorodnichenko, Yuriy; Mylovanov, Tymofiy (2023), Resisting the Russian Culture of Corruption in Ukraine: The Fight for the Rule of Law and Empathy, Policy commons (The Berkeley Blog), процитовано 15 вересня 2023
- Mylovanov, Tymofiy; Shapoval, Nataliia; Onopriienko, Andrii; HRYBANOVSKYI, OLEKSII (2023), How to Identify Foreign Business in Russia and What are the Key Issues of Creating and Keeping a Full List of the Largest Foreign Companies in Russia, SSRN Electronic Journal, процитовано 15 вересня 2023
- Weder di Mauro, Beatrice; Rogoff, Kenneth; Sologoub, Ilona; Mylovanov, Tymofiy; Obstfeld, Maurice; Johnson, Simon; Guriev, Sergei; Gorodnichenko, Yuriy; Eichengreen, Barry (2023), Post-war macroeconomic framework for Ukraine, CEPR, ISBN 978-1-912179-63-3, процитовано 15 вересня 2023
- Mylovanov, Tymofiy; Zapechelnyuk, Andy (2023), Constructive vs Toxic Argumentation in Debates, SSRN Electronic Journal, процитовано 15 вересня 2023
- Sonnenfeld, Jeffrey A.; Mylovanov, Tymofiy; Shapoval, Nataliia; Tian, Steven; Onoprienko, Andrii; Hirsty, Georgia; Wyrebkowski, Michal (2023), The Russian Business Retreat - How the Ratings Measured Up One Year Later, SSRN Electronic Journal, doi:10.2139/ssrn.4343547, процитовано 15 вересня 2023
- Nell, Jacob; Bilan, Olena; Becker, Torbjorn; Gorodnichenko, Yuriy; Mylovanov, Tymofiy; Shapoval, Nataliia (2022), Financing Ukraine's victory (PDF), CEPR, процитовано 15 вересня 2023
- Mylovanov, Tymofiy; Rolandc, Gerard (2022), Ukraine’s post-war reconstruction and governance reforms (PDF), CEPR, 5: 39—71, ISBN 978-1-912179-67-1, процитовано 15 вересня 2023
- Mylovanov, Tymofiy; Zapechelnyuk, Andy (2022), A model of debates: Moderation vs free speech (PDF), SSRN Electronic Journal, процитовано 15 вересня 2023
- Kolotilin, Anton; Mylovanov, Timofiy; Zapechelnyuk, Andriy (2022), Censorship as optimal persuasion, Theoretical Economics, процитовано 15 вересня 2023